# EXO-SC
EXO-SC  (coréen : 세훈&찬열) est le second sous-groupe d'EXO de l'agence SM Entertaiment ainsi que le premier duo formé. Le duo a été annoncé le 5 juin 2019 et a débuté le 22 juillet 2019. Il est composé de deux membres : Sehun et Chanyeol.

## Biographie

### 2019: Formation etWhat a Life
Le 14 septembre 2018, les deux compères avaient enregistré un single ensemble : "We Young", dans le cadre du projet SM Station. Ils l'avaient par ailleurs interprété lors des derniers dates de la tournée « EℓyXiOn ».
Le 5 juin 2019, selon des informations communiquées par OSEN, les deux membres devraient faire leurs débuts ensemble en juillet. Des sources affirment que Chanyeol et Sehun ont récemment terminé le tournage de leur clip et sont en phase finale de la préparation de leur album. Plus tard, SM Entertainment a confirmé ces propos. Le 28 juin, il a été dévoilé que le duo les réunissant se nommera EXO-SC et qu'elle débutera avec un premier mini-album intitulé What a Life prévu pour le 22 juillet prochain, ce premier opus serait composé de six titres dont trois singles.

### 2020:1 Billion Views
Le 9 juin 2020, les médias sud-coréens ont annoncé qu'EXO-SC ferait son retour prochainement. Plus tard, SM Entertainment a confirmé l'information en ajoutant qu'ils préparaient un album dont la sortie serait prévue pour juillet. 
Le 23 juin, l'agence a annoncé que le duo ferait son comeback le 13 juillet avec un premier album studio intitulé 1 Billion Views, il devrait être constitué de neuf titres au total. Une première image teaser a également été mise en ligne par ailleurs.

## Discographie

### EP
- 2019 : What a Life

### Album
- 2020 : 1 Billion Views